# NGC 4547
NGC 4547 is een elliptisch sterrenstelsel in het sterrenbeeld Grote Beer. Het hemelobject werd op 17 april 1789 ontdekt door de Duits-Britse astronoom William Herschel.

## Synoniemen
- MCG 10-18-69
- ZWG 293,30
- NPM1G 59.0111
- PGC 41896